# Nekrolog 1258
Nekrolog
◄◄
| ◄
| 1254
| 1255
| 1256
| 1257
| 1258 | 1259 | 1260 | 1261 | 1262 | ► | ►►
Weitere Ereignisse | Allgemeiner Nekrolog 1258
Die Beschreibung der verstorbenen Person sollte so kurz wie möglich gehalten sein und nur deren signifikante Tätigkeit(en) enthalten.
Neue Namen ggf. auch unter dem Geburts- und Sterbedatum, also etwa unter 1. Januar und im Geburts- und Sterbejahr (2024) eintragen (nur bei entsprechender großer Wichtigkeit). Für Beispiele siehe die schon vorhandenen Artikel.
Außerdem über die fünf zuletzt Verstorbenen, zu denen es einen ausreichend guten Artikel für eine Präsentation auf der Hauptseite gibt, nach der todesbedingten Überarbeitung der Artikel ggf. auch unter Wikipedia Diskussion:Hauptseite informieren und sie am besten auch in den anderen Wikipedia-Sprachversionen eintragen. Tipp: Regelmäßig bei news.google.de nach „ist tot“, „gestorben“ oder „verstorben“ suchen.
Wenn eine Person gestorben ist, gibt es viele Seiten zu dieser Person in der Wikipedia, die davon auch betroffen sind und entsprechend aktualisiert werden müssen. Beispiele: Namenübersichtsseite, Geburtsjahr, Geburtsort-Seiten und viele mehr.
Wie finde ich die betroffenen Seiten?
Im Suchfeld auf der linken Seite gibt man den Suchbegriff so ein: „Vorname Nachname“. Dann klickt man auf Volltext und alle Seiten mit entsprechendem Suchtext werden aufgerufen. Hier sieht man dann schnell, wo auch das Todesjahr Sinn macht oder sogar ein Teil des Artikels angepasst werden muss. Auch hilft das „Werkzeug“ auf der linken Seite sehr gut, um solche Seiten aufzufinden: „Links auf diese Seite“. Somit ist die Wikipedia wieder aktuell in allen Bereichen! Hinweis: bei Eintragung der Kategorie „Gestorben JAHR“ wird der Missbrauchsfilter 49 ausgelöst, was jedoch nicht schlimm ist. Siehe: Spezial:Missbrauchsfilter/49
Dies ist eine Liste von im Jahr 1258 verstorbenen bekannten Persönlichkeiten. Die Einträge erfolgen innerhalb der einzelnen Daten alphabetisch sortiert. Tiere sind im Nekrolog für Tiere zu finden.

## Januar
| Tag        | Name                             | Beruf, bekannt als   | Alter | Beleg |
| ---------- | -------------------------------- | -------------------- | ----- | ----- |
| 6. Januar  | Konrad I. von Wallhausen         | Bischof von Meißen   |       |       |
| 17. Januar | Nikolaus von Újezd               | Bischof von Prag     |       |       |
| 18. Januar | Konrad I. von Tölz und Hohenburg | Bischof von Freising |       |       |

## Februar
| Tag     | Name                  | Beruf, bekannt als              | Alter | Beleg |
| ------- | --------------------- | ------------------------------- | ----- | ----- |
| Februar | Al-Musta'sim bi-'llah | Kalif der Abbasiden (1242–1258) |       |       |

## März
| Tag      | Name             | Beruf, bekannt als            | Alter | Beleg |
| -------- | ---------------- | ----------------------------- | ----- | ----- |
| 24. März | Florens der Vogt | Regent der Grafschaft Holland |       |       |

## April
| Tag               | Name                            | Beruf, bekannt als                       | Alter | Beleg |
| ----------------- | ------------------------------- | ---------------------------------------- | ----- | ----- |
| 5. April          | Juliana von Lüttich             | Chorfrau und Mystikerin                  |       |       |
| 12 oder 13. April | Margarete von Bourbon-Dampierre | dritte Gattin Theobalds I. von Navarra   |       |       |
| 14. April         | Rüdiger von Bergheim            | Bischof von Chiemsee; Bischof von Passau |       |       |

## Mai
| Tag     | Name            | Beruf, bekannt als                          | Alter | Beleg |
| ------- | --------------- | ------------------------------------------- | ----- | ----- |
| 10. Mai | Sewal de Bovill | englischer Geistlicher, Erzbischof von York |       |       |

## Juni
| Tag     | Name                               | Beruf, bekannt als                             | Alter | Beleg |
| ------- | ---------------------------------- | ---------------------------------------------- | ----- | ----- |
| 2. Juni | Edmund de Lacy, 2. Earl of Lincoln | englischer Adliger                             |       |       |
| 2. Juni | Peter von Portugal                 | Graf von Urgell, Herr des Königreichs Mallorca | 71    |       |

## Juli
| Tag      | Name             | Beruf, bekannt als | Alter | Beleg |
| -------- | ---------------- | --- | ----- | ----- |
| 22. Juli | Meinhard I.      | Graf von Görz und Istrien (1220–1258) und Graf von Tirol (1253–1258) sowie Vogt von Aquileia, Trient, Brixen und Bozen |       |       |
| Juli     | William de Clare | englischer Ritter |       |       |

## August
| Tag        | Name              | Beruf, bekannt als                                              | Alter | Beleg |
| ---------- | ----------------- | --------------------------------------------------------------- | ----- | ----- |
| 8. August  | Henry of Lexinton | englischer Geistlicher                                          |       |       |
| 25. August | Georg Muzalon     | byzantinischer Megas Domestikos, Regent für Kaiser Johannes IV. |       |       |
| 28. August | Gerhard II.       | Erzbischof von Bremen                                           |       |       |
| August     | Theodor II.       | byzantinischer Kaiser                                           |       |       |

## September
| Tag           | Name                  | Beruf, bekannt als                        | Alter | Beleg |
| ------------- | --------------------- | ----------------------------------------- | ----- | ----- |
| 12. September | Tesauro dei Beccheria | siebzehnter Generalabt der Vallombrosaner |       |       |

## November
| Tag          | Name                | Beruf, bekannt als                          | Alter | Beleg |
| ------------ | ------------------- | ------------------------------------------- | ----- | ----- |
| 8. November  | Gremislawa von Luzk | Fürstin von Krakau                          |       |       |
| 23. November | John fitz Geoffrey  | englischer Adliger und Justiciar von Irland |       |       |

## Dezember
| Tag          | Name               | Beruf, bekannt als                                  | Alter | Beleg |
| ------------ | ------------------ | --------------------------------------------------- | ----- | ----- |
| 20. Dezember | Bruno von Isenberg | Bischof von Osnabrück                               |       |       |
| Dezember     | Johann von Arsuf   | Herr von Arsuf, Konstabler und Bailli von Jerusalem |       |       |

## Datum unbekannt
| Tag | Name                           | Beruf, bekannt als                                                                              | Alter | Beleg |
| --- | ------------------------------ | ----------------------------------------------------------------------------------------------- | ----- | ----- |
|     | Abu Yahya Abu Bakr             | erste Sultan der Meriniden in Marokko (1244–1258)                                               |       |       |
|     | Bartholomaeus Brixiensis       | italienischer Kirchenrechtler                                                                   |       |       |
|     | Walter Comyn, Lord of Badenoch | schottischer Grundherr und Regent                                                               |       |       |
|     | Götshangpa Gönpo Dorje         | Meister der Drugpa-Kagyü-Schule des tibetischen Buddhismus, Gründer der Oberen Drugpa-Tradition |       |       |
|     | Gottfried III. von Rancon      | Herr von Rancon und Taillebourg                                                                 |       |       |
|     | Guillaume de Bussy             | Bischof von Orléans                                                                             |       |       |
|     | Guillaume de Chateauneuf       | Großmeister des Malteserordens                                                                  |       |       |
|     | Heinrich III. von Volmestein   | Adliger                                                                                         |       |       |
|     | Ibn Abī l-Hadīd                | mutazilitischer Gelehrter, Verfasser des Šarḥ Nahǧ al-Balāġa                                    |       |       |
|     | Stephen of Lexinton            | anglo-französischer Geistlicher                                                                 |       |       |
|     | Patrick de Chaworth            | anglonormannischer Adliger                                                                      |       |       |
|     | Abu l-Hasan asch-Schadhili     | islamischer Sufi                                                                                |       |       |